# Ankilizato (Mahabo)
Pour les articles homonymes, voir Ankilizato.
Ankilizato est une commune urbaine malgache située dans la partie centre de la région du Menabe.

## Géographie
Elle est située au bord de la route nationale No. 35 de Morondava à Ivato (Ambositra) dans l'ouest de Madagascar.
La ville se trouve à 357 km d'Ivato (Ambositra), 99 km de Morondava et 77 km de Malaimbandy.